# Congrinae
Congrinae è una sottofamiglia di pesci anguilliformi della famiglia Congridae.

## Generi
- Acromycter Smith & Kanazawa, 1977
- Bassanago Whitley, 1948
- Bathycongrus Ogilby, 1898
- Bathyuroconger Fowler, 1934
- Blachea Karrer & Smith, 1980
- Conger Bosc, 1817
- Congrhynchus Fowler, 1934
- Congriscus Jordan & Hubbs, 1925
- Congrosoma Garman, 1899
- Diploconger Kotthaus, 1968
- Gavialiceps Alcock, 1889
- Gnathophis Kaup, 1860
- Japonoconger Asano, 1958
- Lumiconger Castle & Paxton, 1984
- Macrocephenchelys Fowler, 1934
- Paruroconger Blache & Bauchot, 1976
- Promyllantor Alcock, 1890
- Pseudophichthys Roule, 1915
- Rhynchoconger Jordan & Hubbs, 1925
- Scalanago Whitley, 1935
- Uroconger Kaup, 1856
- Xenomystax Gilbert, 1891